# Hartford (Cheshire)
Pour les articles homonymes, voir Hartford.
Hartford est une paroisse civile et un village du Cheshire, en Angleterre.